# U-Bahn-Kontrollöre in tiefgefrorenen Frauenkleidern
Die U-Bahn-Kontrollöre in tiefgefrorenen Frauenkleidern (Eigenschreibweise U-Bahn Kontrollöre in tiefgefrorenen Frauenkleidern, abgekürzt Kontrollöre) waren eine A-cappella-Formation aus Hessen.

## Geschichte
Das Quintett, das sich selbst dem Genre „Hardcore a cappella“ zurechnete, lernte sich 1991 bei einem Workshop in Oberursel kennen.
Stilistisch verband es Musik mit Comedy. Häufig gebrauchten die Sänger auf der Bühne dazu Kostüme. Musikalisch persiflierten sie bekannte Lieder (teilweise als Cover, teilweise durch neue Texte) und bedienten sich bei selbst geschriebenen Songs eines eher schrägen Humors.
Steigende Bekanntheit erlangte die Band 1996 durch das selbstgeschriebene Lied „Hibbelisch“, zu welchem sie auch ihr erstes selbst gedrehtes Musikvideo veröffentlichten, aufgenommen in einem Waschsalon in Frankfurt-Bockenheim.
Bis zum Jahreswechsel 2008/2009 gab die Band einige Jahre regelmäßig zu Silvester ein Konzert im Frankfurter Rockclub Batschkapp.
Im März 2008 kündigte die Band ihren Abschied für den Mai 2009 an, der Titel ihrer Abschiedstour: „Wir sind dann mal weg“. Das letzte Konzert fand am 1. Mai 2009 in Frankfurt statt.

## Diskografie
- 1996: RabimmelRabammelRabumm
- 1998: Simsalabimbambasaladusaladim
- 2002: Gesichtsgünther
- 2004: Glücklich
- 2005: Hardcore a cappella
- 2007: Vollgas